# Теодора Смилец
Вижте пояснителната страница за други личности с името Теодора.
Теодора Смилец е българска принцеса от династията Смилец и кралица на Сърбия като първа съпруга на крал Стефан Урош III.

## Произход
Теодора е по-малката дъщеря на цар Смилец и съпругата му Смилцена Палеологина. По бащина линия принадлежи към българската царска династия Смилец, а по майчина линия принадлежи към византийската династия на Палеолозите. Внучка е на византийския севастократор Константин Палеолог. Тя е сестра на Иван IV Смилец и Марина Смилец, деспина на Крън и съпруга на деспот Елтимир. Неин племенник е Иван Драгушин.

## Биография
На 24 август 1299 г. се състои сватбата между Теодора и рашкия престолонаследник Стефан Урош III Дечански (1321, † 1331). От Стефан Дечански Теодора има двама сина – Стефан Душан, сръбски крал, а от 1346 г. цар (1331 – 1355), и Душман Неманич, починал през 1318 г. в Константинопол по времето на изгнание на семейството.
До 1314 г. Теодора Смилец живее в рашкия кралски двор, но след като съпругът ѝ вдига бунт срещу  Стефан Милутин и е разбит, заедно с цялото си семейство е изпратен в изгнание в Константинопол. Във византийската столица Стефан Дечански и семейството му намират добър прием в двора на император Андроник II и подкрепа от заможната сестра на Теодора – Марина Смилец, която по това време също живее в Константинопол. След смъртта на баща си Стефан Дечански  се завръща в Рашка, завземайки властта. Теодора умира няколко години по-късно и е погребана в манастира Банска близо до кралската резиденция Звечан при днешна Косовска Митровица. 
Гробът на Теодора е открит при разкопки в същия манастир през 1915 г. по време на Първата световна война. След вдигането на капака на саркофага се появява запазена рокля, която се превръща в прах под въздействието на въздуха, заедно с тялото. В него са намерени два нейни пръстена. На единия от пръстените е изобразен двуглав орел, който се съхранява в Народния музей в Белград. Другият е в частната колекция на Любе Неделкович. На шията на двуглавия орел на първия пръстен е издълбан надпис: „Който го носи, Господ го закриля“.